# Christopher Haskins
Lord Christopher Robin Haskins, noto anche con lo pseudonimo di Barone Haskins (Dublino, 30 maggio 1937), è un imprenditore, nobile e politico irlandese.

## Biografia
Figlio di Robin Haskins, un agricoltore protestante, e Margaret Mullen, ha frequentato il St Columba's College, Dublino e il Trinity College, Dublino, dove era conosciuto come studente radicale e membro della Campagna per il disarmo nucleare.
Laureato con lode in storia moderna, prese in considerazione l'idea di diventare giornalista, ma in seguito si unì a De La Rue.
Haskins chiese di sposare Gilda Horsley, il cui padre acconsentì a condizione che si unisse all'azienda di famiglia, Northern Dairies, con sede nello Yorkshire, in Inghilterra. Egli acconsentì e sposò la Horsley nel 1959. Dal matrimonio sono nati cinque figli: Paul, Daniel, Gina, David e Kate.
Haskins, successivamente, nel 1962 come aveva promesso si è unito alla Northern Dairies.
Nel 1967 Haskins è diventato direttore dell'azienda, nel 1974 vicepresidente ed è stato presidente dal 1980 al 2002.
Haskins previde l'enorme richiesta di pasti pronti di buona qualità e nel 1972 trasformò Northern Dairies in Northern Foods plc, che è diventata il più importante fornitore di pasti pronti per grandi aziende come Marks & Spencer, Sainsbury's, Tesco e Asda.
Il 25 luglio 1998 Haskins è stato nobilitato come paria a vita con il titolo di Barone Haskins di Skidby, nella contea dell'East Riding of Yorkshire.
Nel 2001, al culmine dell'epidemia di afta epizootica, ha ricevuto dal Primo Ministro Tony Blair un incarico governativo come "coordinatore per il recupero rurale del Regno Unito".
Nell'agosto 2005, è stato rivelato che Haskins aveva donato £ 2.500, per la campagna elettorale, a Danny Alexander, candidato dei Liberal Democratici scozzesi nel collegio di Inverness, Nairn, Badenoch e Strathspey. A seguito di un'indagine interna sulla questione Haskins è stato espulso dal Partito Laburista. e per questo è passato a sedersi come indipendente nella Camera dei Lord.
È stato presidente della "task force per una migliore regolamentazione" e membro della "task force del New Deal".
Pro-europeo, è stato un membro di spicco della campagna Britain in Europe, membro del sottocomitato europeo della Camera dei Lord ed ex presidente del Movimento Europeo.
È stato membro del consiglio di amministrazione di Yorkshire Forward e anche presidente del consiglio della Open University.
Nel 2016 è stato presidente della Humber Local Enterprise Partnership.